# Greatest Hits (Paola & Chiara)
Greatest Hits è la prima raccolta di brani musicali del duo musicale italiano Paola & Chiara, pubblicata il 4 marzo 2005 su etichetta Columbia Records.

## Descrizione
Uscito dopo la loro partecipazione al Festival di Sanremo 2005, il disco contiene i maggiori successi del duo, da Vamos a bailar a Festival, ma anche due inediti: A modo mio, il brano presentato a Sanremo, e Fatalità uscito come singolo nell'estate 2005. Alcuni brani come Amici come prima, Bella e Per te sono stati re-incisi. L'album contiene inoltre il Rock the Nation Megamix, un mix composto dai maggiori successi del duo remixati.

## The Video Collection 1997-2005
Greatest Hits esce anche in versione DVD e CD+DVD, dal titolo The Video Collection 1997-2005, con tutti i video del duo, ad esclusione di Ti vada o no e Per te.
Poco dopo l'uscita nei negozi, il Moige (Movimento Italiano Genitori) ha denunciato la mancanza di segnalazione sui contenuti erotici del video di Kamasutra contenuto nel DVD. La raccolta è stata quindi ritirata dal mercato per poi essere rimessa in vendita con l'aggiunta di un bollino riportante la presenza del video di Kamasutra, la cui visione veniva sconsigliata ai minori di 14 anni. Ciononostante la raccolta è stata poi rimessa in vendita senza bollino con le successive ristampe.

## Tracce

### CD
Testi e musiche di Paola e Chiara Iezzi.
1. A modo mio – 3:51
2. Amici come prima (Re-Vox) – 4:05
3. Bella (Re-Vox) – 3:50
4. Ci chiamano bambine (Re-Vox) – 4:25
5. Per te (2005 Version) – 3:49
6. Vamos a bailar (Esta vida nueva) (Festivalbar Cut) – 4:04
7. Amoremidai – 4:45
8. Viva el amor! (Radio Edit) – 3:46
9. Fino alla fine (2001 Vision) – 3:46
10. Festival – 3:37
11. Hey! – 3:28
12. Kamasutra (Dance Rebel Remix) – 3:11
13. Blu – 3:41
14. Amare di più – 4:21
15. Fatalità – 5:06
16. Rock the Nation Megamix – 11:51
17. A modo mio (Slowtime Mix) – 4:07

### DVD
Contiene i videoclip dei singoli del duo.
1. A modo mio
2. Ci chiamano bambine
3. Non puoi dire di no
4. Vamos a bailar (esta vida nueva)
5. Amoremidai
6. Viva el amor!
7. Fino alla fine
8. Festival
9. Hey!
10. Kamasutra
11. Blu
12. Vamos a bailar (Spanish version)
13. You Give Me Love
14. Viva el amor! (Spanish version)
15. Heart Beatin'
16. Viva el amor! (English version)
17. Vamos a bailar (English version)
18. Noche magica
19. Kamasutra (Black & White)

### Contenuti extra
- Are You Pop or Rock? (Live from Ci chiamano bambine tour 1997)
- Making the Video: Non puoi dire di no (1998)
- Making the Video: Hey! (2002)
- Making the Video: Kamasutra (2003)
- Making the Video: A modo mio (2005)
- Photogallery 1-2

## Successo commerciale
L'album raggiunge come posizione massima la numero 25 della classifica FIMI, mentre la versione in DVD arriva alla quinta posizione degli album video più venduti in Italia.

## Classifiche
| Classifica (2005) | Posizione massima |
| ----------------- | ----------------- |
| Italia            | 25                |